# Макатски район
Макатски район (на казахски: Мақат ауданы) е съставна част на Атърауска област, Казахстан, обща площ 4591 км2 и население 30 564 души (по приблизителна оценка към 1 януари 2020 г.). Административен център е Макат.